# 芒达古
芒达古（法語：Mandagout，法語發音：[mɑ̃daɡu]）是法国加尔省的一个市镇，属于勒维冈区。

## 地理
芒达古（44°1'15"N, 3°37'31"E）面积15.12 平方千米，位于法国奧克西塔尼大區加尔省，该省份为法国南部沿海省份，南端濒地中海，北起顺时针与阿尔代什省、沃克吕兹省、罗讷河口省、埃罗省、阿韦龙省和洛泽尔省接壤。
与芒达古接壤的市镇（或旧市镇、城区）包括：阿尔菲、欧拉斯、圣安德烈-德马让库勒、勒维冈、瓦勒代古阿勒。

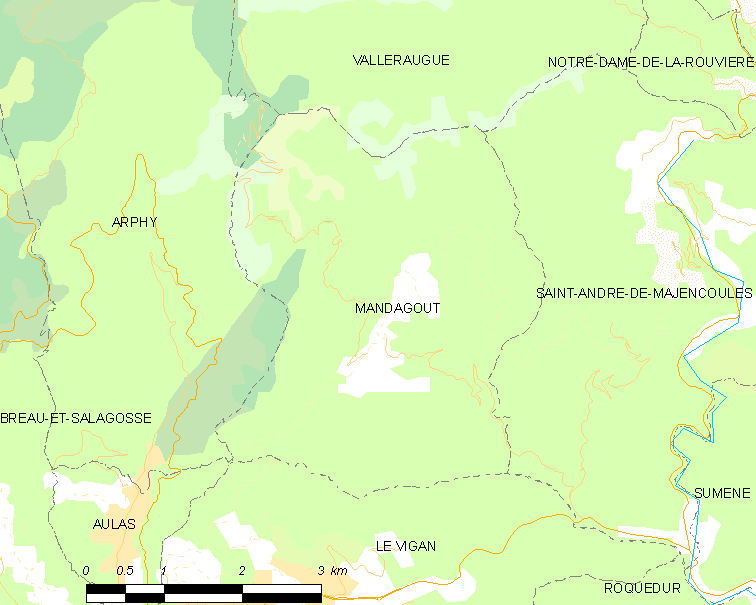
芒达古的OSM定位图

芒达古的时区为UTC+01:00、UTC+02:00（夏令时）。

## 行政
芒达古的邮政编码为30120，INSEE市镇编码为30154。

## 政治
芒达古所属的省级选区为勒维冈县。

## 人口

1962-2008年间芒达古人口变化图示

芒达古于2022年1月1日时的人口数量为370人。